# The Foundling
The Foundling er en amerikansk stumfilm fra 1915 af Alan Dwan.

## Medvirkende
- Mary Pickford som Molly O
- Edward Martindel som David King.
- Maggie Weston som Mrs. Grimes.
- Mildred Morris som Jennie.
- Marcia Harris som Julia Ember.